# Your Number
„Your Number” – jedenasty japoński singel południowokoreańskiej grupy SHINee, wydany 11 marca 2015 roku. Osiągnął 2 pozycję w rankingu Oricon i pozostał na liście przez 5 tygodni, sprzedał się w nakładzie 134 144 egzemplarzy. Singel zdobył status złotej płyty.
Singel został wydany w dwóch wersjach: regularnej i limitowanej (CD+DVD). Utwór tytułowy został wykorzystany w zakończeniu programu Hiruobi! (jap. ひるおび!).

## Lista utworów
| CD  |                                                      |                                                      |                                                      |      |
| Nr  | Tytuł                                                | Słowa                                                | Muzyka                                               | Czas |
| 1.  | "Your Number"                                        | Junji Ishiwatari                                     | Chris Meyer, Kevin Charge                            | 4:19 |
| 2.  | "LOVE"                                               | Sakurai                                              | Kenzie                                               | 4:22 |
| 3.  | "Your Number" (Instrumental)                         |                                                      | Chris Meyer, Kevin Charge                            | 4:18 |
| DVD |                                                      |                                                      |                                                      |      |
| Nr  | Tytuł                                                | Tytuł                                                | Tytuł                                                | Czas |
| 1.  | "Your Number" (Music Video)                          | "Your Number" (Music Video)                          | "Your Number" (Music Video)                          |      |
| 2.  | "Your Number" (Jacket & Music Video Shooting Sketch) | "Your Number" (Jacket & Music Video Shooting Sketch) | "Your Number" (Jacket & Music Video Shooting Sketch) |      |

## Notowania
| Lista                             | Pozycja |
| --------------------------------- | ------- |
| Oricon Daily Chart                | 1       |
| Oricon Weekly Chart               | 2       |
| Oricon Monthly Chart              | 8       |
| Billboard Japan Top Singles Sales | 3       |
| Billboard Japan Hot 100           | 3       |